# Nicolaus Vernulaeus
Nicolaus Vernulaeus of Nicolas de Vernulz (Robelmont (bij Virton), 1583 - Leuven, 1649) was een van de belangrijkste Neolatijnse toneelschrijvers in de Nederlanden. Hij was tevens een van de auteurs over oorlogsrecht.

## Levensloop
Zijn vader, een Luxemburgse jonkheer, was officier in het Spaanse leger. Nicolas studeerde vanaf 1597 aan het jezuïetencollege in Trier en vanaf 1601 aan de artesfaculteit in Keulen. 
- Vanaf 1608 doceerde hij de retorica in Leuven, aan de pedagogie Het Varken.
- In 1611 verkreeg hij de publieke leerstoel welsprekendheid aan de Leuvense artesfaculteit.
- In 1618 promoveerde hij tot licentiaat in de theologie.
- In 1619 werd hij president van het pas opgerichte College van Luxemburg.
- In 1632, 1644 en 1645 werd hij rector van de Leuvense universiteit.
- In 1646 werd hij professor aan het Collegium Trilingue en keizerlijk en koninklijk historiograaf.

Vernulaeus was een productief publicist. Hij schreef een groot aantal werken over welsprekendheid, politiek, zedenkunde, Romeinse antiquiteiten enz. In Leuven bestond een academisch theater, dat in de figuur van Nicolaus Vernulaeus een begaafd en internationaal geacht tragicus bezat. Hij bracht bij voorkeur figuren uit de middeleeuwse en moderne geschiedenis op de planken, zoals Jeanne d'Arc, Thomas More en Albrecht Wallenstein.

## Over het oorlogsrecht
Nicolas Vernulaeus schreef:
- Instutionum politicarum libri IV qui omnia civilis doctrinae elemenrta continent (Keulen, Cornelius Egmondt, Leuven, 1624 - Keulen, 1628 - Leuven, 1635 - Leuven, 1647).

Hij was geen jurist van vorming. Niettemin leverde hij een beduidende bijdrage tot de kennis en de evolutie van het oorlogsrecht. Het boek bevatte een overzicht van de politieke en publiekrechtelijke ideeën van de auteur en diende als handboek voor de studenten.

## Enkele werken
- Henricus Octavus seu schisma Anglicanum (1624).
- Discertationum politicarum stylo oratorio explicatarum (decas prima) (1629).
- Oratio ad studiosam iuventutem (1635).
- Laudatio funebris imperatoris Ferdinandi II (1637).
- Virtutum augustissimae gentis Austriacae (1640).
- Discertationum politicarum stylo oratorio explicatarum (decas secunda) (1646).
- Observationum politicarum ex Corn. Taciti operibus syntagma (1651).
- Epitome historiarum ab orbe condito ad haec usque tempora per monarchias quatuor deducta (1654).
- Academia Lovaniensis. Ejus origo, incrementum, forma, magistratus, facultates, privilegia, scholae, collegia, viri illustres, res gestae (1657).
- De arte dicendi (1658).
- Rhetorum Collegii Porcensis Inclytae Academiae Lovaniensis Orationes (1671).